# Кіцос Цавелас
Кіцос Цавелас (грец. Κίτσος Τζαβέλας; 1801 — 21 березня 1865) — грецький воєначальник, учасник Визвольної війни 1821–1829 років, військовий міністр, прем'єр-міністр Греції.

## Життєпис
Кіцос Цавелас був другим сином відомого воєначальника — суліота Фотоса Цавеласа й онуком ще більш відомого воєначальника Ламброса Цавеласа.
Народився в горах Сулі, виріс на острові Корфу (Керкіра) та, коли 1820 року султан оголосив Алі-пашу Тепеленського заколотником і сепаратистом, двадцятирічний Цавелас, разом з іншими суліотами, долучився до султанських військ у їхній війні проти давнього ворога суліотів.
Коли ж Алі-паша визнав за суліотами їхню владу над Сулі, острів'яни повернулись до своїх гір, а з початком Грецької революції 1821 року почали партизанську війну проти османів. Під командуванням Маркоса Боцаріса він брав участь в обороні міста Месолонгіон 1822 року (Перша облога Месолонгіона), в нальоті на табір Мустаї-паші 1823 (Битва при Карпенісі) й відзначився під час оборони Месолонгіона того ж року (Друга облога Месолонгіона).
Під командуванням Караїскакіса брав участь у переможній битві при Амбліані 14 липня 1824 року.
Під час третьої облоги Месолонгіона (1825–1826), у ніч з 25 на 26 липня 1825 року, Караїскакіс і Цавелас з тилу, а жителі Месолонгіона — з міста, одночасно атакували османів, завдавши їм значних втрат. За наполяганням Караїскакіса 7 серпня 1825 року Цавелас із 1450 бійцями вступив до обложеного міста, довівши таким чином кількість його захисників до 3 тисяч.
Зірковий час Цавеласа настав 25 березня 1826 року, коли він і Сотіропулос, очолюючи загін зі 137 бійців на острівці Васіладі, в лагуні Месолонгіона, відбили атаку третини армії Решит-паші Кютах'ї, найкращого османського воєначальника тих років, убивши 2500 турків і поранивши самого Кютах'ю.
Коли знесилені від голоду захисники міста ухвалили рішення прориватись, саме в будинку Цавеласа 9 квітня 1826 року відбулась нарада, де обговорювались деталі прориву. Цавелас був серед кількох сотень тих, хто вижив після прориву.
6 грудня того ж року, після пропозиції старого апостола Філікі Етерія, Анагностараса, Цавелас разом із Караїскакісом та Нікітарасом підписав звернення до російського імператора Миколи I, чим викликав гнів Маврокордатоса, який орієнтувався на Велику Британію.
Після прибуття Іоанна Каподистрії Цавелас отримав звання тисячника й 11 серпня 1828 року знову вирушив до Середньої Греції. Там він на чолі 2 тисяч повстанців тримав в облозі фортецю Ламботіна, відбивши 23 вересня спроби османів прорвати кільце облоги ззовні. Під час спроби османів вирватись із фортеці з 800 чоловік прорвались лише 150. 80 було взято в полон. Цавелас подарував полоненим життя, але в результаті його попереднього листування з пихатим комендантом фортеці Ахмедом Непревістою він віддав наказ випалити на лобах полонених розпеченим залізом міфічного птаха Фенікса.
17 листопада 1828 року, очолюючи разом з полковником-французом Данселом 4 тисячі повстанців, Цавелас зачинив у стінах міста Карпенісі 4500 турко-албанців. Після перемовин останні здались і були відпущені на батьківщину.
10 березня турко-албанці здали йому фортецю Антіріо, лишень симулюючи бій, остерігаючись гніву Кер-Ібраїма, який сидів у фортеці Нафпактос (Лепанто).
15 березня Цавелас під час 24-годинного бою поблизу Лепанто зачинив 5 тисяч турків у фортеці. Грізний Кер-Ібраїм також здався. 17 квітня 1829, за 8 років після початку повстання, грецький прапор було зрештою вивішено й над фортецею Лепанто.

### Після визволення
1833 року, за правління Армансперга, регента короля Оттона, Цавелас був ув'язнений разом з Колокотронісом як представник русофільської партії. Однак за короля Оттона він отримав звання генерала та став його ад'ютантом.
1844 року Цавелас став військовим міністром в уряді Іоанніса Колетіса, а у 1847–1848 роках — прем'єр-міністром Греції. 1849 року він знову зайняв пост військового міністра.
Його рідний Сулі, як і весь Епір, все ще залишався під турецьким ярмом, і 1854 року Цавелас очолив Епірське повстання з вимогами Енозісу (возз'єднання з Грецією).. Після поразки повстання Цавелас повернувся до Грецького королівства, де й помер наступного, 1855 року.